# いずはら玲子
いずはら 玲子（いずはら れいこ、1971年3月12日 - ）は、愛知県名古屋市出身の演歌歌手である。

## 来歴・人物
本名は伊豆原 令子。血液型A型。趣味は潮干狩り・温泉めぐり。
幼少よりピアノをはじめ、国内や海外で演奏する。名古屋自由学院短期大学音楽科声楽専攻を卒業後、プロに転向。クラシック、カンツォーネ、ジャズ、シャンソン、ハワイアンなどのジャンルの歌を勉強。
1995年に、東海テレビの幼児教育番組、「すくすくぽん!」の挿入歌「うきうきフラダンス」をポニーキャニオンよりリリース。
2007年にホリデージャパンより「野麦峠は初恋峠」をリリースし、演歌歌手としてデビュー。
テレビ愛知の番組、玉ちゃんのいきいき青春歌謡塾の司会を1年2ヶ月務める。2009年9月より「徳光・玲子の歌謡ステージ」（2010年4月より「玲子の歌謡ステージ」）の司会を1年3ヶ月務める。2011年11月より「歌謡サロン演歌がええじゃん」の司会を務める。

## ディスコグラフィー

### シングル
野麦峠は初恋峠（2007年5月23日）ホリデージャパン
1. 1. 野麦峠は初恋峠
  2. 飛騨高山まつり
  3. 野麦峠は初恋峠（カラオケ）
  4. 飛騨高山まつり（カラオケ）

夫婦酒デュエットバージョン（2008年10月22日）ホリデージャパン
1. 1. 夫婦酒デュエットバージョン
  2. 夫婦酒デュエットバージョン（カラオケ）
  3. 夫婦酒女性バージョン
  4. 夫婦酒男性バージョン

夢しぐれ（2009年11月21日）ホリデージャパン
1. 1. 夢しぐれ
  2. 海峡泣かせ雨
  3. 夢しぐれ（カラオケ）
  4. 海峡泣かせ雨（カラオケ）

海峡泣かせ雨（2010年6月23日）ホリデージャパン
1. 1. 海峡泣かせ雨
  2. かがり火情話
  3. 海峡泣かせ雨（カラオケ）
  4. かがり火情話（カラオケ）

漁火情話（2011年6月22日）ホリデージャパン
1. 1. 漁火情話
  2. 京都みれん
  3. 漁火情話（カラオケ）
  4. 京都みれん（カラオケ）

今夜は飲んじゃえ！(2012年9月19日) ホリデージャパン
1. 1. 今夜は飲んじゃえ！
  2. 華月夜
  3. 今夜は飲んじゃえ！（カラオケ）
  4. 華月夜（カラオケ）

## 出演番組

### テレビ
- 玲子の歌謡ステージ（千葉テレビ、ぎふチャン、三重テレビ、歌謡ポップスチャンネル）（終了）
- 歌謡サロン　演歌がええじゃん　司会アシスタント（ちばテレビ、岩手朝日テレビ、とちぎテレビ

、三重テレビ、ぎふチャン、KBS京都）

### ラジオ
- 朝のエンカパラダイス（岐阜放送、火曜日担当 5:30 - 6:00）
- 玲子のしゃべくりタイム（FMわっち、火曜日 13:30 - 13:45）